# Steve Zing
Steve Zing (ur. 29 czerwca 1964 roku) – amerykański muzyk i instrumentalista udzielający się głównie w zespołach punkowych. W 1983 roku dołączył do zespołu Glenna Danziga Samhain, gdzie był perkusistą do roku 1985. Był także członkiem zespołu The Undead w latach 1983–1986. W 1999 roku wziął udział w trasie koncertowej zreaktywowanego Samhain, przez pierwszą jej część grał na gitarze basowej a przez drugą na perkusji. Obecnie jest perkusistą w zespole Doomtree.
W 2006 roku dołączył do zespołu Danzig jako gitarzysta basowy.